# Monte Castelo (kommun i Brasilien, São Paulo, lat -21,23, long -51,57)
Monte Castelo är en kommun i Brasilien.   Den ligger i delstaten São Paulo, i den södra delen av landet, 700 km sydväst om huvudstaden Brasília. Antalet invånare är 4 063.
Följande samhällen finns i Monte Castelo:
- Monte Castelo

Trakten runt Monte Castelo består i huvudsak av gräsmarker. Runt Monte Castelo är det glesbefolkat, med 15 invånare per kvadratkilometer.